# Nationaal park Descobrimento
Het Nationaal Park Descobrimento is een nationaal park in Brazilië, gesticht in 1999, bij de viering van het 500-jarig bestaan van Brazilië. Het doel is om de restanten van het regenwoud in het zuiden van Bahia te behouden. De oppervlakte is 21.213 ha. Het wordt beheerd door het ICMBio.

## Karakteristiek
Het klimaat is warm en vochtig. De ondergrond bestaat uit zand en klei en de vegetatie  uit Atlantisch Woud. Belangrijke bedreigde dieren in het park zijn Panthera onca, Harpia harpyja, Crax blumenbachii, Rachoviscus graciliceps en Mimagoniates sylvicola. Daarnaast heeft het park een grote historische en culturele rijkdom: de aankomst van de vloot van Cabral vond er plaats en bovendien was het de woonplaats van de pataxós-indianen.

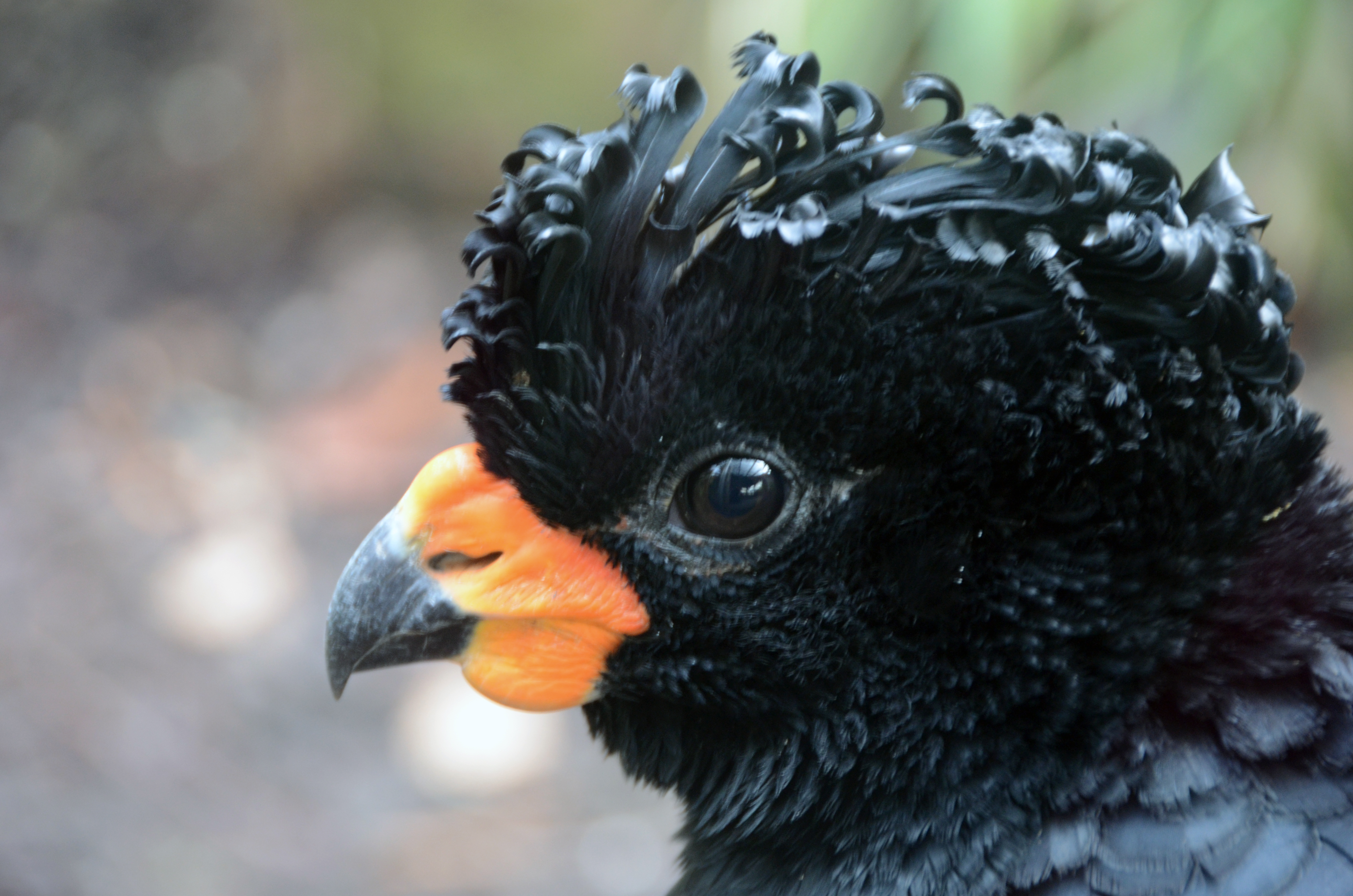
Crax blumenbachii

## Toerisme
Het gebied heeft de status van volledige bescherming en er zijn geen toeristische infrastructurele voorzieningen. Wel is er de mogelijkheid voor ecotoerisme.